# قطعنامه ۸۴۲ شورای امنیت
قطعنامه ۸۴۲ شورای امنیت سازمان ملل متحد که در تاریخ ۱۸ ژوئن ۱۹۹۳ تصویب شد، سندی بین‌المللی دربارهٔ جمهوری مقدونیه است. این قطعنامه طی نشست ۳۲۳۹ام با ۱۵ رای موافق، ۰ مخالف و ۰ ممتنع تصویب شد.